# José Jaime Fernández Campello
José Jaime Fernández Campello ha estat un empresari i polític valencià, diputat en la primera legislatura de les Corts Valencianes.
Treballà com a empresari del sector de la ceràmica i del vidre. Fou escollit diputat dins de la coalició Alianza Popular-PDP-UL-Unió Valenciana per la circumscripció de Castelló a les eleccions a les Corts Valencianes de 1983. Ha estat vocal de la Comissió de Governació i Administració Local de les Corts Valencianes. El 7 de febrer de 1984 va deixar el seu escó.